# Humboldt (Saskatchewan)
Humboldt – miasto w Kanadzie w środkowej części prowincji Saskatchewan.